# G‘ijduvon
Gʻijduvon (tiếng Uzbek: Gʻijduvon, Ғиждувон; tiếng Tajik: Гиждувон; tiếng Nga: Гиждуван) là một thành phố thuộc tỉnh Bukhara của Uzbekistan. Đây là trung tâm hành chính của huyện Gʻijduvon. Dân số thành phố là 43.400 người vào năm 2016.